# شهرستان روونسکی (استان ساراتوف)
شهرستان روونسکی (به لاتین: Rovensky District) یک شهرستان در روسیه است که در استان ساراتوف واقع شده‌است.